# Hóquei no gelo nos Jogos Olímpicos de Inverno de 1988
O torneio de hóquei no gelo nos Jogos Olímpicos de Inverno de 1988 foi disputado por doze equipes masculinas entre 13 e 28 de fevereiro em Calgary, no Canadá. As partidas foram realizadas em três sedes: no Olympic Saddledome, no Stampede Corral e na Arena Olímpica Father David Bauer.
A fórmula de disputa do torneio olímpico foi semelhante ao das edições anteriores. Consistiu de uma primeira fase onde as doze equipes qualificadas foram divididas em dois grupos com seis equipes cada. As três melhores colocadas de cada grupo avançaram para a fase final, onde as seis equipes classificadas se enfrentaram em grupo único, conquistando a medalha de ouro a equipes que somasse o maior número de pontos.
A União Soviética conquistou o bicampeonato olímpico e o sétimo título na história. A medalha de prata ficou com a equipe da Finlândia e o bronze com a Suécia.

## Medalhistas
|  | URS União Soviética |  | FIN Finlândia |  | SWE Suécia |
|  | Sergey Mylnikov Ilya Byakin Igor Stelnov Slava Fetisov Aleksey Gusarov Aleksey Kasatonov Sergey Starikov Vyacheslav Bykov Sergey Yashin Valery Kamensky Sergey Svetlov Aleksandr Chernykh Andrey Khomutov Igor Larionov Andrey Lomakin Sergey Makarov Aleksandr Mogilny Anatoly Semyonov Aleksandr Kozhevnikov Igor Kravchuk Vladimir Krutov |  | Jarmo Myllys Jukka Tammi Timo Blomqvist Kari Eloranta Jyrki Lumme Jukka Virtanen Arto Ruotanen Reijo Ruotsalainen Simo Saarinen Kai Suikkanen Raimo Helminen Iiro Järvi Esa Keskinen Erkki Laine Kari Laitinen Erkki Lehtonen Reijo Mikkolainen Janne Ojanen Timo Susi Pekka Tuomisto Teppo Numminen Jari Torkki |  | Peter Lindmark Peter Åslin Peter Andersson Anders Eldebrink Lars Ivarsson Lars Karlsson Mats Kihlström Tommy Samuelsson Mikael Andersson Bo Berglund Jonas Bergkvist Peter Eriksson Michael Hjälm Mikael Johansson Lars Molin Lars-Gunnar Pettersson Thomas Rundqvist Ulf Sandström Håkan Södergren Jens Öhling Thomas Eriksson Thom Eklund |

## Primeira fase

### Grupo A
| Equipe        | Pts | J | V | E | D | GP | GC | CD               |
| ------------- | --- | - | - | - | - | -- | -- | ---------------- |
| FIN Finlândia | 7   | 5 | 3 | 1 | 1 | 22 | 8  | 3-3 SWE, 3-1 CAN |
| SWE Suécia    | 7   | 5 | 2 | 3 | 0 | 23 | 10 | 3-3 FIN, 2-2 CAN |
| CAN Canadá    | 7   | 5 | 3 | 1 | 1 | 17 | 12 | 2-2 SWE 1-3 FIN  |
| SUI Suíça     | 6   | 5 | 3 | 0 | 2 | 19 | 10 |                  |
| POL Polônia   | 1   | 5 | 0 | 1 | 4 | 3  | 13 |                  |
| FRA França    | 0   | 5 | 0 | 0 | 5 | 10 | 41 |                  |

| 14 de fevereiro | SWE Suécia    | 13-2 (1-1, 9-1, 3-0)   | FRA França    |
| 14 de fevereiro | CAN Canadá    | 1-0 (1-0, 0-0, 0-0)    | POL Polônia   |
| 14 de fevereiro | FIN Finlândia | 1-2 (0-2, 0-0, 1-0)    | SUI Suíça     |
| 16 de fevereiro | SWE Suécia    | 1-1 (0-0, 1-1, 0-0)    | POL Polônia   |
| 16 de fevereiro | CAN Canadá    | 4-2 (0-0, 1-1, 3-1)    | SUI Suíça     |
| 16 de fevereiro | FIN Finlândia | 10-1 (4-0, 4-0, 2-1)   | FRA França    |
| 18 de fevereiro | POL Polônia   | 6-2[a] (1-0, 1-0, 4-2) | FRA França    |
| 18 de fevereiro | SWE Suécia    | 4-2 (3-0, 1-1, 0-1)    | SUI Suíça     |
| 18 de fevereiro | CAN Canadá    | 1-3 (0-3, 1-0, 0-0)    | FIN Finlândia |
| 20 de fevereiro | SWE Suécia    | 3-3 (1-0, 2-2, 0-1)    | FIN Finlândia |
| 20 de fevereiro | CAN Canadá    | 9-5 (7-3, 0-1, 2-1)    | FRA França    |
| 20 de fevereiro | SUI Suíça     | 4-1 (4-0, 0-0, 0-1)    | POL Polônia   |
| 22 de fevereiro | FIN Finlândia | 5-1 (1-1, 2-0, 2-0)    | POL Polônia   |
| 22 de fevereiro | CAN Canadá    | 2-2 (1-1, 0-1, 1-0)    | SWE Suécia    |
| 22 de fevereiro | SUI Suíça     | 9-0 (1-0, 3-0, 5-0)    | FRA França    |

a. ^  A Polônia perdeu os pontos da partida devido ao teste positivo de doping do jogador Jarosław Morawiecki. A França não recebeu os pontos.

### Grupo B
| Equipe                 | Pts | J | V | E | D | GP | GC | CD      |
| ---------------------- | --- | - | - | - | - | -- | -- | ------- |
| URS União Soviética    | 10  | 5 | 5 | 0 | 0 | 32 | 10 |         |
| FRG Alemanha Ocidental | 8   | 5 | 4 | 0 | 1 | 19 | 12 |         |
| TCH Checoslováquia     | 6   | 5 | 3 | 0 | 2 | 23 | 14 |         |
| USA Estados Unidos     | 4   | 5 | 2 | 0 | 3 | 27 | 27 |         |
| AUT Áustria            | 1   | 5 | 0 | 1 | 4 | 12 | 29 | 4-4 NOR |
| NOR Noruega            | 1   | 5 | 0 | 1 | 4 | 11 | 32 | 4-4 AUT |

| 13 de fevereiro | TCH Checoslováquia     | 1-2 (1-0, 0-1, 0-1)  | FRG Alemanha Ocidental |
| 13 de fevereiro | URS União Soviética    | 5-0 (0-0, 3-0, 2-0)  | NOR Noruega            |
| 13 de fevereiro | USA Estados Unidos     | 10-6 (2-1, 4-0, 4-5) | AUT Áustria            |
| 15 de fevereiro | FRG Alemanha Ocidental | 7-3 (2-0, 4-0, 2-1)  | NOR Noruega            |
| 15 de fevereiro | URS União Soviética    | 8-1 (3-1, 5-0, 0-0)  | AUT Áustria            |
| 15 de fevereiro | TCH Checoslováquia     | 7-5 (1-3, 2-1, 4-1)  | USA Estados Unidos     |
| 17 de fevereiro | FRG Alemanha Ocidental | 3-1 (1-1, 1-0, 1-0)  | AUT Áustria            |
| 17 de fevereiro | TCH Checoslováquia     | 10-1 (1-0, 5-0, 4-1) | NOR Noruega            |
| 17 de fevereiro | URS União Soviética    | 7-5 (2-0, 4-2, 1-3)  | USA Estados Unidos     |
| 19 de fevereiro | TCH Checoslováquia     | 4-0 (2-0, 1-0, 1-0)  | AUT Áustria            |
| 19 de fevereiro | URS União Soviética    | 6-3 (2-1, 2-1, 2-1)  | FRG Alemanha Ocidental |
| 19 de fevereiro | USA Estados Unidos     | 6-3 (1-0, 3-2, 2-1)  | NOR Noruega            |
| 21 de fevereiro | URS União Soviética    | 6-1 (2-0, 3-0, 1-1)  | TCH Checoslováquia     |
| 21 de fevereiro | AUT Áustria            | 4-4 (1-1, 1-2, 2-1)  | NOR Noruega            |
| 21 de fevereiro | FRG Alemanha Ocidental | 4-1 (2-0, 0-0, 2-1)  | USA Estados Unidos     |

## Fase final

### Disputa pelo 11º lugar
| 23 de fevereiro | FRA França | 7-6 (pro) (0-2, 3-3, 3-1, 1-0) | NOR Noruega |

### Disputa pelo 9º lugar
| 23 de fevereiro | AUT Áustria | 3-2 (0-1, 3-1, 0-0) | POL Polônia |

### Disputa pelo 7º lugar
| 25 de fevereiro | USA Estados Unidos | 8-4 (2-1, 3-0, 3-3) | SUI Suíça |

### Grupo único (1º-6º lugar)
Os resultados obtidos na primeira fase continuaram valendo para a disputa da fase final.
| Equipe                 | Pts | J | V | E | D | GP | GC | CD      |
| ---------------------- | --- | - | - | - | - | -- | -- | ------- |
| URS União Soviética    | 8   | 5 | 4 | 0 | 1 | 25 | 7  |         |
| FIN Finlândia          | 7   | 5 | 3 | 1 | 1 | 18 | 10 |         |
| SWE Suécia             | 6   | 5 | 2 | 2 | 1 | 15 | 16 |         |
| CAN Canadá             | 5   | 5 | 2 | 1 | 2 | 17 | 14 |         |
| FRG Alemanha Ocidental | 2   | 5 | 1 | 0 | 4 | 8  | 26 | 2-1 TCH |
| TCH Checoslováquia     | 2   | 5 | 1 | 0 | 4 | 12 | 22 | 1-2 FRG |

| 24 de fevereiro | FIN Finlândia       | 8-0 (3-0, 3-0, 2-0) | FRG Alemanha Ocidental |
| 24 de fevereiro | SWE Suécia          | 6-2 (0-1, 3-0, 3-1) | TCH Checoslováquia     |
| 24 de fevereiro | CAN Canadá          | 0-5 (0-0, 0-2, 0-3) | URS União Soviética    |
| 26 de fevereiro | CAN Canadá          | 8-1 (1-0, 4-1, 3-0) | FRG Alemanha Ocidental |
| 26 de fevereiro | URS União Soviética | 7-1 (4-1, 1-0, 2-0) | SWE Suécia             |
| 26 de fevereiro | FIN Finlândia       | 2-5 (0-1, 1-2, 1-2) | TCH Checoslováquia     |
| 27 de fevereiro | CAN Canadá          | 6-3 (3-1, 1-2, 2-0) | TCH Checoslováquia     |
| 28 de fevereiro | SWE Suécia          | 3-2 (0-1, 1-1, 2-0) | FRG Alemanha Ocidental |
| 28 de fevereiro | URS União Soviética | 1-2 (0-0, 0-1, 1-1) | FIN Finlândia          |

## Classificação final
| Pos.   | Equipe                 |
| ------ | ---------------------- |
| Ouro   | URS União Soviética    |
| Prata  | FIN Finlândia          |
| Bronze | SWE Suécia             |
| 4      | CAN Canadá             |
| 5      | FRG Alemanha Ocidental |
| 6      | TCH Checoslováquia     |
| 7      | USA Estados Unidos     |
| 8      | SUI Suíça              |
| 9      | AUT Áustria            |
| 10     | POL Polônia            |
| 11     | FRA França             |
| 12     | NOR Noruega            |